# Karli Coburger
Karli Coburger (* 4. Oktober 1929 in Neuhaus-Schierschnitz) war von 1984 bis 1989 Leiter der für Observation, Ermittlung und Festnahmen verantwortlichen Hauptabteilung VIII des Ministeriums für Staatssicherheit (MfS).

## Kindheit und Jugend
Coburger wurde 1929 als Sohn eines Porzellandrehers in Neuhaus-Schierschnitz geboren. Nach der Volksschule erlernte Coburger von 1943 bis 1946 an der Handelsschule den Beruf des Kaufmanns. Anschließend besuchte er die Wirtschaftsoberschule Sonneberg und war von 1948 bis 1949 Volontär im Plasta-Werk Köppelsdorf. 1949 trat er der SED bei. Nach einem Einjahreslehrgang an der Deutschen Verwaltungsakademie „Walter Ulbricht“ in Forst Zinna arbeitete er bis 1952 als Betriebsassistent und besuchte die Technische Abendschule.

## Staatssicherheit
Im Jahr 1952 trat Coburger in den Dienst des MfS. Dort war er zunächst im Bereich der BVfS Leipzig tätig, ehe er 1953 nach Berlin versetzt wurde. Hier war er als Untersuchungsführer in der Hauptabteilung IX tätig. In seinen Vernehmungen von politischen Häftlingen griff er auf Mittel der Psycho-Folter wie Schlafentzug und Isolationshaft zurück, um seine Opfer zu belastenden Aussagen zu drängen und sie für politische Schau- und Geheimprozesse zu präparieren. So bearbeitete Coburger die Fälle von Karl-Albrecht Tiemann und Elli Barczatis, die 1955 per Fallbeil hingerichtet wurden. Von 1957 bis 1960 absolvierte Coburger ein Fernstudium der Kriminalistik an der Zentralschule der Volkspolizei in Aschersleben. Das Staatsexamen im Fach folgte 1966 an der Humboldt-Universität zu Berlin. Im selben Jahr stieg er zum stellvertretenden Leiter der Ermittlungsabteilung auf. Coburger verhörte 1971 im Sudan den Söldner Rolf Steiner.
Im Jahr 1976 wurde Coburger gemeinsam mit zwei weiteren Stasi-Offizieren mit einer Kollektiv-Dissertation zum Dr. jur. an der Hochschule des Ministeriums für Staatssicherheit mit einer Arbeit über Die Durchsetzung der strafrechtlichen Verantwortung von Bürgern nichtsozialistischer Staaten durch das MfS promoviert. 1984 wurde Coburger zum Generalmajor ernannt und trat die Nachfolge Albert Schuberts als Leiter der Hauptabteilung VIII an. Die Stelle hatte er bis 1989 inne. Im Zuge der Auflösung des MfS wurde Coburger mit dem Ende der SED-Diktatur 1990 entlassen.

## Im wiedervereinigten Deutschland
Am 3. Juni 1992 wurde Coburger zusammen mit dem Ex-Generalmajor des MfS Albert Schubert festgenommen. Am 14. Dezember 1992 erhob die Generalbundesanwaltschaft Anklage gegen Coburger wegen geheimdienstlicher Agententätigkeit gegen die Bundesrepublik. Es kam wegen Verjährung der Straftaten zu keiner Verurteilung.
Coburger betätigte sich seither in der AG Recht der 1993 gegründeten geschichtsrevisionistischen Gesellschaft zur rechtlichen und humanitären Unterstützung. 2003 wurde er mit weiteren MfS-Offizieren im Rahmen der Dokumentation „Das Ministerium für Staatssicherheit - Alltag einer Behörde“ interviewt.
Im Zusammenhang mit dem Fall Robert Havemann wurde Coburger im Juli 2000 wegen Beihilfe zur Rechtsbeugung und Freiheitsberaubung vom Landgericht Berlin zu einer einjährigen Freiheitsstrafe auf Bewährung verurteilt. Im Prozess hatte Coburger jegliche Verantwortung für die durch ihn begangenen Taten abgelehnt.

## Schriften
- mit Peter Rauscher: Operative Ermittlung und Beobachtung. In: Reinhard Grimmer/Werner Irmler/Willi Opitz/Wolfgang Schwanitz (Hrsg.): Die Sicherheit – Zur Abwehrarbeit des MfS, Band 1, edition ost, Berlin 2002, S. 384–413. ISBN 3-360-01044-2.[11]
- mit Dieter Skiba: Die Untersuchungsorgane des MfS (HA IX im MfS/Abt IX der BV). In: Reinhard Grimmer/Werner Irmler/Willi Opitz/Wolfgang Schwanitz (Hrsg.): Die Sicherheit – Zur Abwehrarbeit des MfS, Band 2, edition ost, Berlin 2002, S. 426–494. ISBN 3-360-01044-2.
- mit Horst Bischoff: Strafverfolgung von Angehörigen des MfS. In: Gesellschaft zur Rechtlichen und Humanitären Unterstützung: Siegerjustiz? – Die politische Strafjustiz infolge der deutschen Einheit, Kai Homilius Verlag 2003.